# Шполка
Шпо́лка — річка в Україні, в межах  Звенигородського району Черкаської області. Ліва притока Гнилого Тікичу (басейн Богу).

## Опис
Довжина 53 км, сточище 605 км². Долина завширшки до 3 км, завглибшки до 40 м. Заплава двобічна, завширшки до 300 м. Річище слабозвивисте, завширшки до 10 м. Використовується для водопостачання, зрошування і риборозведення. На Шполці споруджено декілька ставків і 2 водосховища: Ватутінське та Юрківське.

## Розташування
Шполка тече в межах Придніпровської височини. Витоки розташовані біля села Терешки. Спершу тече на південний схід, в місті Шпола повертає на південний захід і захід, далі тече переважно на захід, у пригирловій частині — на південний захід. Впадає до Гнилого Тікичу між селищами Єрки та Калинопіль. 
Над річкою — міста Шпола і Багачеве.

## Притоки

### Праві
- Холківка
- Гарбузинка
- Княжа
- Чичир
- Будищанка

### Ліві
- Князька
- Киселіва.